# 지능 증폭
지능 증폭(Intelligence amplification, IA, 인지 증강, 기계 증강 지능 및 향상된 지능)은 인간 지능을 증강하는 데 정보기술을 효과적으로 사용하는 것을 의미한다. 이 아이디어는 1950년대와 1960년대에 사이버네틱스와 초기 컴퓨터 개척자들에 의해 처음 제안되었다.
IA는 때로 AI(인공지능), 즉 컴퓨터나 로봇 등 자율 기술 시스템의 형태로 인간과 유사한 지능을 구축하는 프로젝트와 대조되기도 한다. AI는 이미 작동하는 것으로 입증된 자율 지능에 대한 추가 지원으로서만 기술이 필요하기 때문에 IA에게는 이론적인 것뿐만 아니라 실용적이고 많은 근본적인 장애물에 직면했다. 더욱이 IA는 주판부터 인터넷 글쓰기에 이르기까지 모든 형태의 정보 기술이 기본적으로 인간 마음의 정보 처리 능력을 확장하기 위해 개발되었기 때문에 오랜 성공의 역사를 가지고 있다.

## 같이 보기
- 뇌-컴퓨터 인터페이스
- 찰스 샌더스 퍼스
- 집단 지성
- 지식 노동자
- 누트로픽